# Aglaia polyneura
Aglaia polyneura är en tvåhjärtbladig växtart som beskrevs av C. Dc.. Aglaia polyneura ingår i släktet Aglaia och familjen Meliaceae. Inga underarter finns listade i Catalogue of Life.